# Aurach bei Kitzbühel
Aurach bei Kitzbühel è un comune austriaco di 1 091 abitanti nel distretto di Kitzbühel, in Tirolo.